# ピエール・ブヨヤ
ピエール・ブヨヤ（英語: Pierre Buyoya、1949年11月24日 - 2020年12月17日）は、ブルンジの政治家、軍人。
大統領（第3・7代）、国民救済軍事委員会議長を務めた。

## 概要
ツチ族の出身であるブヨヤは、当時、ブルンジにおいて唯一の合法政党であったUPRONAに入党し、その後すぐブルンジ軍（英語版）の階級を昇進した。1987年の軍事クーデター（英語版）を主導し、前任者のバティスト・バガザを打倒。ブルンジの権力者となった。
1990年代をかけて、ブヨヤは民政移管、そして、ブルンジに自由民主主義を適用しようとした最初の人物でもあった。1992年に複数政党制導入を図り、非民族政府を認める新憲法を制定した。1993年の大統領選（英語版）で敗北し、再び一政治家に戻った。しかし、勝利したメルシオル・ンダダイエは、大統領就任から僅か3か月後にクーデター未遂（英語版）で暗殺され、ブルンジ内戦（英語版）で最高潮に達した一連の報復殺害につながった。内戦の最中、1996年のクーデター（英語版）で復権し、第二期では、FROBEDUとのパートナーシップを確立し、民族的に包括的な政府を創設。ブヨヤの民族主義に頼らない姿勢は、アルーシャ協定でも模倣された。

## 生涯
ブルリ県（現在のブルンガ県）ルトブ出身。所属政党はツチの最大政党民族進歩連合 (UPRONA)。ベルギー軍士官学校、王立軍学校を卒業。フランスや西ドイツに軍事留学の経験あり。
少佐時代の1987年、ツチの寡頭による独裁体制を敷いていたジャン＝バティスト・バガザ大統領をクーデターで追放し、自ら大統領に就任。同国の初のフツを多数とする内閣を成立させるなどフツ・ツチ両民族の融和に努め、複数政党制を認めた新憲法の採択など民主化にも尽力したが、ツチ強硬派はこれに反発し、2万人ともいわれるフツを虐殺した。ブヨヤは調停委員会を設置したが、両民族の対立は続いた。
1993年6月、同国初の民主選挙でフツでブルンジ民主戦線党員のメルシオル・ンダダイエが当選し、ブヨヤは引退。しかしその後の政変で国内が再び内戦状態に陥ると、1996年7月26日に再びクーデターでブヨヤは政権を握り、混乱を収拾できなかったシルベストル・ンティバントゥンガニャ大統領を失脚させ、暫定大統領に就任した。内戦の激しさは収まったものの、依然として混乱は継続した。1998年6月、ブヨヤは正式大統領となった。
2000年にタンザニアのアルーシャでブルンジ政府、ツチ、フツの各勢力が和平協定に調印し、内戦終結を目指す暫定政府が2001年11月1日、3年の期限で発足。ブヨヤ大統領とドミシアン・ンダイゼイエ（副大統領、フツ）が1年半ずつの任期で大統領を務めることが決定した。1年半の任期を終えたブヨヤは2003年4月30日、大統領職をンダイゼイエに譲り渡した。
その後、アフリカ連合のマリ共和国とサヘルの特別大使を務めた。辞任の数週間後、2020年12月16日にマリ共和国の首都バマコにて入院。フランスの首都パリに移送され、翌12月17日に新型コロナウイルス感染症のため死去した。満71歳没。